# Ilden (film fra 1916)
 For alternative betydninger, se Ilden (flertydig). (Se også artikler, som begynder med Ilden)
Ilden er en italiensk stumfilm fra 1916 af Giovanni Pastrone.

## Medvirkende
- Pina Menichelli
- Febo Mari som Mario Alberti
- Felice Minotti